# 姜家镇 (肇东市)
姜家镇，是中华人民共和国黑龙江省绥化市肇东市下辖的一个乡镇级行政单位。

## 行政区划
姜家镇下辖以下地区：
姜家村、红旗村、自力村、双安村、奋斗村、仲山村和兴隆村。